# Vespa longicornis
Vespa longicornis är en getingart som beskrevs av Geoffroy 1785. Vespa longicornis ingår i släktet bålgetingar, och familjen getingar. Inga underarter finns listade i Catalogue of Life.